# 大比洛澤爾卡

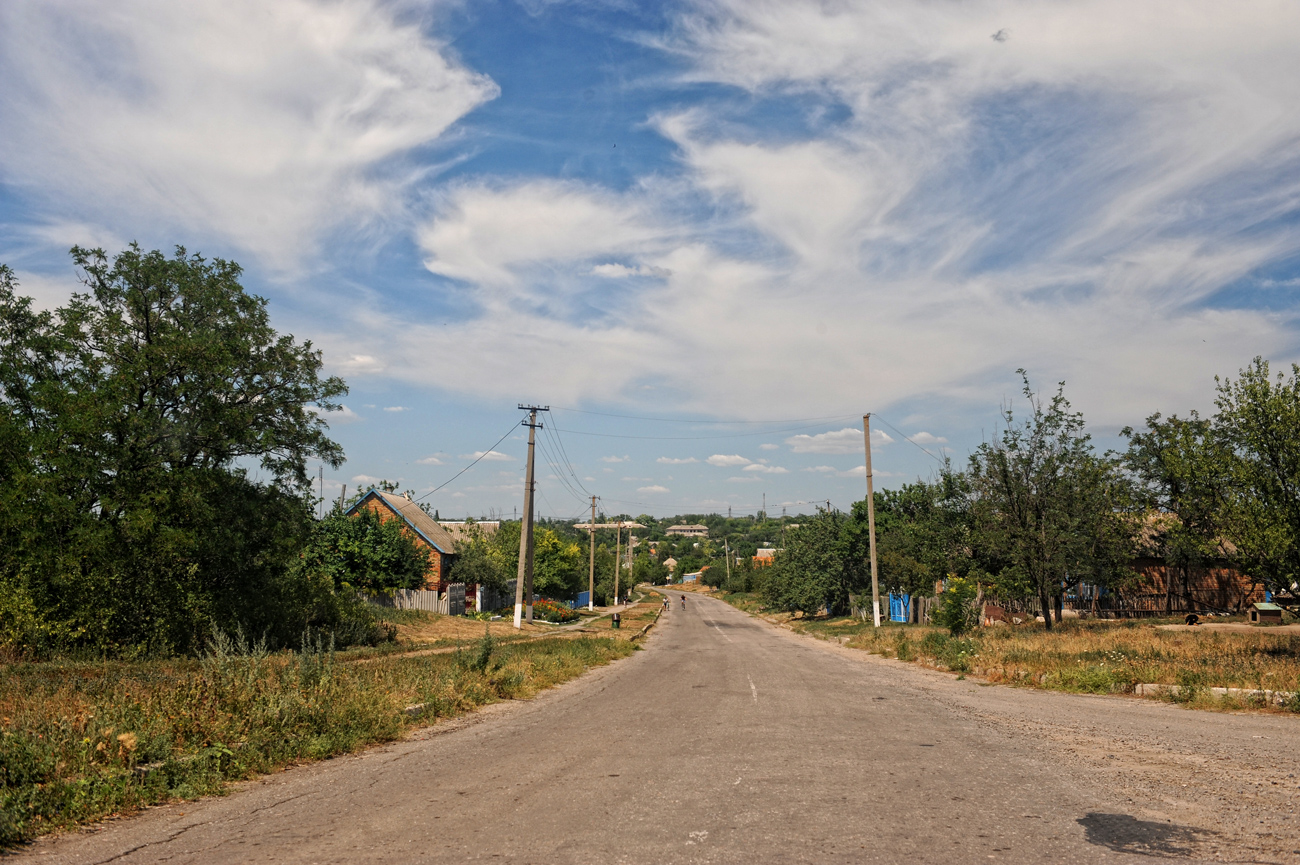
村内景象

大比洛澤爾卡（烏克蘭語：Велика Білозерка），或按俄语名译为大貝洛澤爾卡，是烏克蘭東南部扎波羅熱州瓦西里夫卡區大比洛泽尔卡市镇内的村落及其行政中心，亦曾為大比洛澤爾卡區於2020年被撤消前的行政中心。該村面積46.9平方公里，海拔高度50米，2013年人口3,362，人口密度每平方公里72人。